# Pomník letecké nehody (Stará Bělá)
Pomník letecké nehody v katastru Staré Bělé v Ostravě v Moravskoslezském kraji. Havarovalo zde československé vojenské letadlo Mig-21PF.

## Další informace

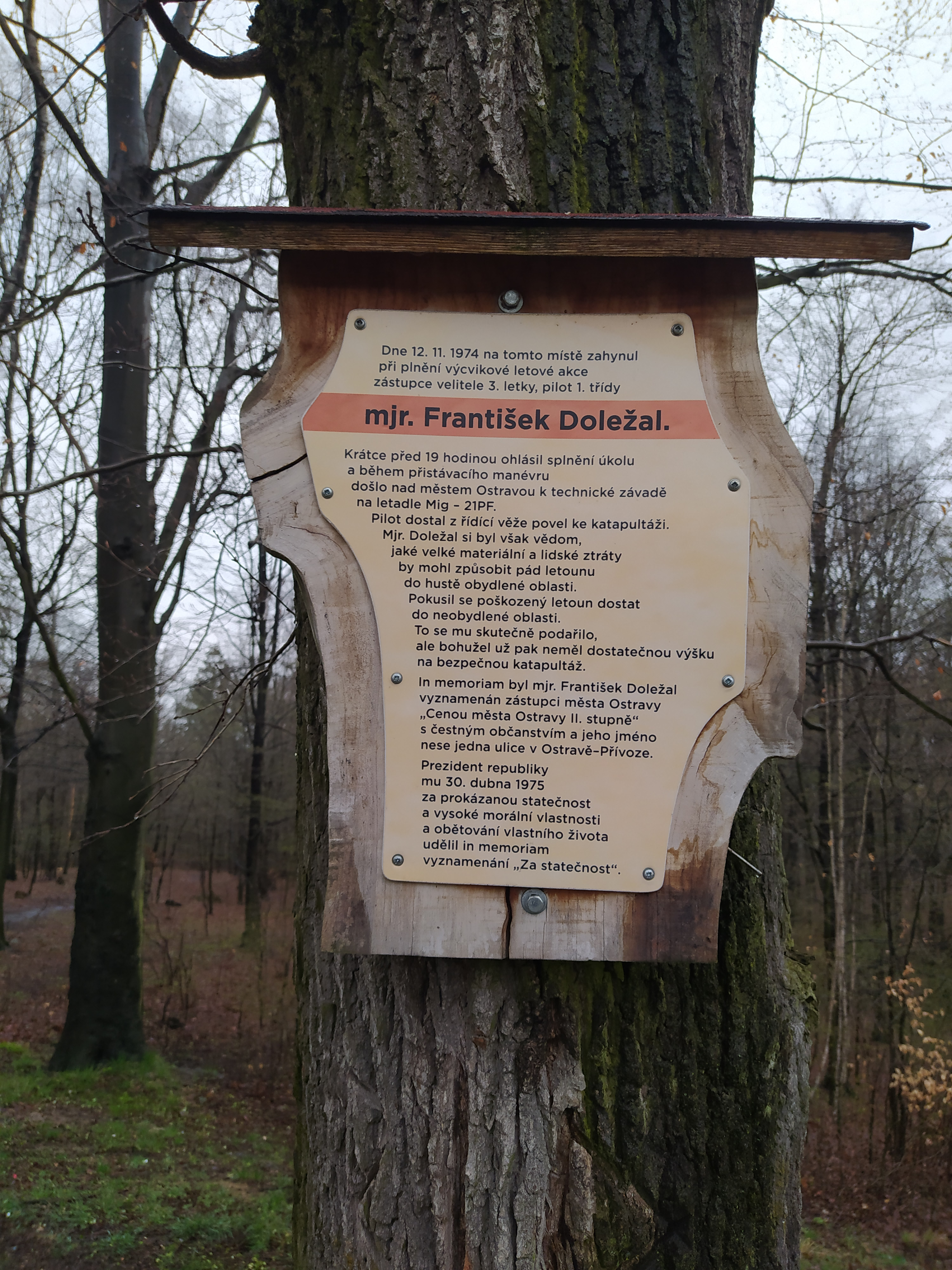
Pomník letecké nehody mjr. Františka Doležala

Dne 12. listopadu 1974 se pilot první třídy (zástupce velitele 3. letky) major František Doležal zúčastnil nočního cvičného letu s nácvikem přepadů na vzdušný cíl. Na konci letu, během přistávacího manévru, došlo ve výšce 1 km nad Ostravou k technické poruše a požáru motoru. Příčinou požáru byla technická závada motoru (zadření ložisek olejového čerpadla způsobená chybou pracovníka Leteckých opraven Malešice). Major Doležal nejprve vyvedl hořící letoun mimo obydlené oblasti a následně se pokusil o katapultáž, na kterou bylo již kvůli nízké výšce (90 metrů) pozdě. Vystřelovací sedadlo SK1 v této výšce katapultáž neumožňovalo, pilot dopadl v sedadle nedaleko letounu a zahynul. Na místě havárie je pomník připomínající tuto tragickou událost.